# بروموویتسه (ناحیه اوپاوا)
بروموویتسه (به چکی: Brumovice) یک منطقهٔ مسکونی در جمهوری چک است که در ناحیه اوپاوا واقع شده‌است.